# Qualificazioni al campionato mondiale di calcio 2026 - OFC
Le qualificazioni OFC al campionato mondiale di calcio 2026 hanno deciso la squadra oceaniana che si è qualificata alla fase finale del mondiale e si sono tenute da settembre 2024 a marzo 2025. Si è trattata della sedicesima edizione delle qualificazioni oceaniane, la prima in cui la federazione continentale ha garantita una qualificazione al campionato mondiale di calcio.

## Regolamento
Ad agosto 2023 è stato ufficializzato che le squadre partecipanti alle qualificazioni sono undici. Le qualificazioni della zona oceaniana prevedono:
- Primo turno: le ultime 4 squadre del ranking continentale si sfideranno in gare a eliminazione diretta con la squadra vincitrice che passerà al turno successivo.
- Secondo turno: le altre sette squadre più la vincitrice del primo turno, per un totale di otto squadre, sono suddivise in due gironi da quattro squadre ciascuno che si affrontano in gare di sola andata. Le prime e le seconde classificate dei due gironi si qualificano al turno successivo.
- Terzo turno: le prime e le seconde classificate dei due gironi si sfideranno nel terzo turno che consiste in due semifinali e una finale, con gare di sola "andata". La squadra vincitrice si qualificherà alla fase finale del mondiale mentre la finalista perdente disputerà il Play-off intercontinentale.[4]

### Squadre partecipanti
La posizione nel ranking FIFA al momento del sorteggio è indicato tra parentesi.
- Nuova Zelanda (94)
- Isole Salomone (141)
- Figi (153)
- Tahiti (158)
- Nuova Caledonia (160)
- Vanuatu (162)
- Papua Nuova Guinea (168)
- Isole Cook (186)
- Samoa Americane (187)
- Samoa (192)
- Tonga (200)

### Calendario
| Turno         | Giornata    | Date                |
| ------------- | ----------- | ------------------- |
| Primo turno   | Semifinali  | 6 settembre 2024    |
| Primo turno   | Finale      | 9 settembre 2024    |
| Secondo turno | 1ª giornata | 10-12 ottobre 2024  |
| Secondo turno | 2ª giornata | 14-15 novembre 2024 |
| Secondo turno | 3ª giornata | 17-18 novembre 2024 |
| Terzo turno   | Semifinali  | 21 marzo 2025       |
| Terzo turno   | Finale      | 24 marzo 2025       |

## Sorteggio
Il sorteggio per i primi due turni si è svolto il 18 luglio 2024 in Svizzera, con le fasce decise in base alla posizione delle squadre nella classifica mondiale della FIFA al 18 luglio 2024.
| Secondo turno                           | Secondo turno                                               | Secondo turno                                     | Primo turno                                                    |
| Fascia 1                                | Fascia 2                                                    | Fascia 3                                          | Primo turno                                                    |
| --------------------------------------- | ----------------------------------------------------------- | ------------------------------------------------- | -------------------------------------------------------------- |
| Nuova Zelanda (94) Isole Salomone (141) | Figi (153) Tahiti (158) Nuova Caledonia (160) Vanuatu (162) | Papua Nuova Guinea (168) Vincente del primo turno | Isole Cook (186) Samoa Americane (187) Samoa (192) Tonga (200) |

## Primo turno
Le partite si sono disputate dal 7 al 10 settembre 2024 a Samoa. Le quattro squadre con il ranking più basso si sono sfidate in gare a eliminazione diretta e la vincitrice si è unita alle sette squadre con il ranking più alto nel secondo turno.

### Tabellone
|  | Semifinali      | Semifinali      | Semifinali  |             |       | Finale | Finale | Finale |  |
|  |                 |                 |             |             |       |        |        |        |  |
|  | Isole Cook      | Isole Cook      | 1           |             |       |        |        |        |  |
|  | Isole Cook      | Isole Cook      | 1           |             |       |        |        |        |  |
|  | Tonga           | Tonga           | 3           |             |       |        |        |        |  |
|  | Tonga           | Tonga           | 3           |             | Tonga | Tonga  | 1      |        |  |
|  |                 |                 |             |             | Tonga | Tonga  | 1      |        |  |
|  |                 |                 | Samoa (dts) | Samoa (dts) | 2     |        |        |        |  |
|  | Samoa Americane | Samoa Americane | Samoa (dts) | Samoa (dts) | 2     | 0      |        |        |  |
|  | Samoa Americane | Samoa Americane |             |             |       |        |        |        |  |
|  | Samoa           | Samoa           | 2           |             |       |        |        |        |  |

#### Semifinali
| Arbitro: | Berg |

|            |           |                                           |
| Kumsuz 63’ | Marcatori | 27’ Tikoipau 39’ (rig.) Polovili 79’ Kefu |

| Arbitro: | Hauata |

|  |           |                             |
|  | Marcatori | 59’ (rig.) Tumua 90+7’ Vaai |

#### Finale
| Arbitro: | Lacour |

|              |           |                               |
| Sonasi 45+1’ | Marcatori | 86’ Salisbury 105+3’ Faamatau |

## Secondo turno
Il secondo turno si è svolto dal 7 ottobre al 19 novembre 2024 con due gruppi di quattro squadre che giocheranno in un formato di campionato. Le partite si giocheranno in Nuova Zelanda, Papua Nuova Guinea e Vanuatu.

### Gironi
Sono stati formati due gruppi composti da quattro squadre ciascuno che si affrontano in partite di sola andata. Le prime due squadre classificate di ogni gruppo si qualificano per gli incontri ad eliminazione diretta.

#### Gruppo A
| Squadra            | Pt | G | V | N | P | GF | GS | DR |
| ------------------ | -- | - | - | - | - | -- | -- | -- |
| Nuova Caledonia    | 7  | 3 | 2 | 1 | 0 | 7  | 4  | +3 |
| Figi               | 5  | 3 | 1 | 2 | 0 | 5  | 4  | +1 |
| Isole Salomone     | 3  | 3 | 1 | 0 | 2 | 4  | 5  | -1 |
| Papua Nuova Guinea | 1  | 3 | 0 | 1 | 2 | 5  | 8  | -3 |

##### Risultati
| Arbitro: | Waugh |

|  |           |             |
|  | Marcatori | 13’ Krishna |

| Arbitro: | Hauta |

|                                             |           |           |
| Athale 20’ (rig.) Fenepej 45’ Haéwégéné 83’ | Marcatori | 78’ Semmy |

| Arbitro: | Berg |

|                  |           |                                       |
| Lea'i 9’ Wae 39’ | Marcatori | 6’ (rig.), 59’ (rig.) Athale 69’ Waia |

| Arbitro: | Conger |

|                               |           |                                        |
| Joe 2’ Kepo 45’ Gunemba 90+2’ | Marcatori | 42’ Dunn 59’ (rig.) Krishna 90+5’ Nand |

| Arbitro: | Hauata |

|                      |           |             |
| Krishna 45+4’ (rig.) | Marcatori | 59’ Katrawa |

| Arbitro: | Waugh |

|             |           |                         |
| Semmy 90+2’ | Marcatori | 41’ David 68’ Lea'alafa |

#### Gruppo B
| Squadra       | Pt | G | V | N | P | GF | GS | DR  |
| ------------- | -- | - | - | - | - | -- | -- | --- |
| Nuova Zelanda | 9  | 3 | 3 | 0 | 0 | 19 | 1  | +18 |
| Tahiti        | 6  | 3 | 2 | 0 | 1 | 5  | 3  | +2  |
| Vanuatu       | 3  | 3 | 1 | 0 | 2 | 5  | 11 | -6  |
| Samoa         | 0  | 3 | 0 | 0 | 3 | 1  | 15 | -14 |

##### Risultati
| Arbitro: | Lacour |

|                            |           |  |
| Just 2’ Wood 67’ Waine 89’ | Marcatori |  |

| Arbitro: | Ben Aukwai |

|                                     |           |             |
| Cooper 7’ Alick 36’, 57’ Kalo 90+1’ | Marcatori | 55’ Viliamu |

| Arbitro: | Behari |

|  |           |                                  |
|  | Marcatori | 59’ Kaspard 65’ Mathon 87’ Tehau |

| Arbitro: | Ben Aukwai |

|                                                                           |           |           |
| Garbett 11’ Wood 23’, 24’ Bindon 31’, 38’ Just 74’ Singh 82’ McCowatt 89’ | Marcatori | 17’ Tasip |

| Arbitro: | Lacour |

|                                        |           |  |
| Spokeyjack 8’ (aut.) Mathon 67’ (rig.) | Marcatori |  |

| Arbitro: | Singh |

|  |           |                                                                               |
|  | Marcatori | 24’ McCowat 28’, 34’, 60’ Wood 62’ Stamenic 75’ de Vries 87’ Just 90+2’ Waine |

## Terzo turno
Le semifinali del terzo turno si sono disputate il 21 marzo 2025, la finale viene giocata lunedì 24. Le quattro squadre provenienti dai gironi si affrontano in due semifinali e una finale. La vincente si qualifica per la fase finale mentre la finalista perdente accede allo spareggio Interzona.

### Tabellone
|  | Semifinali          | Semifinali          | Semifinali    |               |                 | Finale          | Finale | Finale |  |
|  |                     |                     |               |               |                 |                 |        |        |  |
|  | 1A. Nuova Caledonia | 1A. Nuova Caledonia | 3             |               |                 |                 |        |        |  |
|  | 1A. Nuova Caledonia | 1A. Nuova Caledonia | 3             |               |                 |                 |        |        |  |
|  | 2B. Tahiti          | 2B. Tahiti          | 0             |               |                 |                 |        |        |  |
|  | 2B. Tahiti          | 2B. Tahiti          | 0             |               | Nuova Caledonia | Nuova Caledonia | 0      |        |  |
|  |                     |                     |               |               | Nuova Caledonia | Nuova Caledonia | 0      |        |  |
|  |                     |                     | Nuova Zelanda | Nuova Zelanda | 3               |                 |        |        |  |
|  | 1B. Nuova Zelanda   | 1B. Nuova Zelanda   | Nuova Zelanda | Nuova Zelanda | 3               | 7               |        |        |  |
|  | 1B. Nuova Zelanda   | 1B. Nuova Zelanda   |               |               |                 |                 |        |        |  |
|  | 2A. Figi            | 2A. Figi            | 0             |               |                 |                 |        |        |  |

#### Semifinali
| Arbitro: | Waugh |

|                             |           |  |
| Fenepej 50’, 75’ Waya 90+1’ | Marcatori |  |

| Arbitro: | Hauata |

|                                                                  |           |  |
| Wood 6’, 56’, 60’ Singh 17’ Bindon 23’ Payne 33’ Barbarouses 74’ | Marcatori |  |

#### Finale
| Arbitro: | Aukwai |

|  |           |                                     |
|  | Marcatori | 61’ Boxall 66’ Barbarouses 80’ Just |